# Ptilomyiopsis plumata
Ptilomyiopsis plumata là một loài ruồi trong họ Tachinidae.